# 江川晴
江川 晴（えがわ はる、1924年（大正13年）3月1日 - 2025年（令和7年）1月9日）は東京都出身の看護師・小説家・ノンフィクション作家である。本名は長岡房枝。

## 経歴
金融機関で一年ほど勤務したのち、1942年慶應義塾大学医学部付属看護婦養成所（後の厚生女子学院）に入学。卒業後、慶應義塾大学医学部付属病院を経て、日本軽金属診察室に1983年まで勤務。
勤務の傍らシナリオ研究所で修行。1980年に「小児病棟」で第1回読売「女性ヒューマン・ドキュメンタリー大賞」優秀賞を受賞。同年12月3日にカネボウヒューマンスペシャルでドラマ化された。小説だけでなくルポルタージュを手掛けている。
1992年に毎日放送のドラマ30「いのちの現場から」の原作だけでなく監修を務めた。以降2006年の「新・いのちの現場から2」までシリーズ作となった。

## 作品
江川晴名義
- 「小児病棟」（1980年、読売新聞社）
- 「看護婦物語」（1982年、読売新聞社）
- 「続看護婦物語」（1984年、読売新聞社）
- 「賢い患者になるために」（1984年、春秋社）
- 「娘たちの戦争」（1985年、春秋社）
- 「外科東病棟」（1987年、小学館）
- 「賢い医者のかかり方」（1988年、三笠書房）
- 「野に咲く花たち：看護婦群像 (ナースのポシェット (1)」（1989年、照林社）
- 「いのちの現場から―看護婦群像 (ナースのポシェット (5))」（1990年、照林社）
- 「企業病棟」（1993年、読売新聞社）
- 「看護婦物語 看護婦物語シリーズ」（1995年、集英社）
- 「救急外来 看護婦物語シリーズ」（1996年、集英社）
- 「訪問看護婦物語」（1995年、小学館）
- 「法務教官・夏川凛子―医療少年院ナース物語」（1996年、筑摩書房）
- 「産婦人科病棟」（1997年、集英社）
- 「ナースの味な生き方」（1998年、読売新聞社）
- 「老人病棟―訪問看護婦物語」（1998年、小学館）
- 「看護学生物語 わが青春に悔いあり」（1999年、集英社）
- 「外科東病棟」（1998年、小学館）
- 「いのち」の現場から」（1999年、小学館）
- 「看護の現場から」（1999年、小学館）
- 「介護知らず 愉快、痛快、爽快に老いる―老年期の心と体にやさしい本」（2000年、海流社）
- 「婦長物語」（2000年、光文社）
- 「医療少年院物語―法務教官という名の看護婦」（2001年、筑摩書房）
- 「私の看護婦物語 「お大事に」に心をこめて」（2001年、集英社）
- 「痴呆病棟」（2003年、小学館）
- 「元気で生きるコツ」（2004年、小学館）
- 「看とる」（2006年、小学館）
- 「ユートピア老人病棟」（2009年、小学館）
- 「麻酔科医」（2011年、小学館）
- 「小児病棟・医療少年院物語」（2016年、小学館）

長岡房枝名義
- 「問われる,感じとる力」（1980年）看護1980年9月号寄稿
- 「いのちの現場でしたたかに生きる看護婦を追って」（1981年）看護学雑誌45巻1~12号連載
- 「愛と看護の処方箋」（1981年）看護1981年8月号寄稿
- 「自分の腕1本が頼り—総合的な判断力が要求される会社診療室の看護」（1983年）看護学雑誌47巻12号寄稿

## 漫画原作
- 「ライフ・ライン―医療少年院・看護師と院生の絆 (1)」（2005年、秋田書店）
- 「ライフ・ライン―医療少年院・看護師と院生の絆 (2)」（2006年、秋田書店）
- 「医療少年院物語」（2021年、青泉社）